# Georg von Bertouch
Georg von Bertouch, född 1668 i  Helmershausen, Thüringen, död den 14 september 1743 i Kristiania, Norge, var en tysk militär och komponist.
von Bertouch var generalmajor i dansk tjänst. Under sina 22 fälttåg lämnade han inte något tillfälle obegagnat då han kunde sysselsätta sig med sin älsklingskonst, musiken. En gång skall han, under en rast, på slagfältet ha skrivit en trestämmig kyrkokomposition. Han var personlig vän med Mattheson.